# Thijs van Leeuwen (voetballer)
Thijs van Leeuwen (Heerde, 15 juli 2001) is een Nederlands voetballer. De aanvallende middenvelder doorliep de jeugdopleiding van FC Twente en maakte in 2020 zijn debuut voor deze club. In januari 2023 verliet hij Twente voor TOP Oss. Vanaf het seizoen 2024/25 speelt hij voor FC Den Bosch.

## Clubcarrière
Van Leeuwen was jeugdspeler van VV Heerde. Vanaf zijn negende maakte hij deel uit van de voetbalacademie FC Twente. In december 2018 tekende hij een jeugdcontract bij de club en in mei 2020 tekende hij een contract bij de nieuw gevormde FC Twente/Heracles academie.
In de zomer van 2020 trainde hij achtereenvolgens mee met de selecties van Heracles Almelo en FC Twente. In de eerste wedstrijd van het nieuwe seizoen, thuis tegen Fortuna Sittard, werd hij door Twente-trainer Ron Jans bij de wedstrijdselectie gehaald. Hij viel in voor Queensy Menig en maakte zo zijn debuut in het betaald voetbal. Zijn eerste doelpunt maakte hij in zijn vierde wedstrijd. Hij viel in blessuretijd in, scoorde een minuut later en zo boekte FC Twente een 2-4 overwinning bij ADO Den Haag. In oktober 2020 tekende hij een contract voor drie jaar bij FC Twente, met een optie voor nog een jaar. In het seizoen 2020/21 kwam hij tot eenentwintig competitiewedstrijden voor FC Twente.
In het seizoen 2021/22 werd Van Leeuwen voor één seizoen verhuurd aan Almere City FC waar hij tot vierentwintig wedstrijden kwam met daarin een goal en vier assists. Hij keerde na dit seizoen terug naar FC Twente, waar hij niet tot spelen kwam. In januari 2023 werd zijn contract ontbonden. Hij tekende vervolgens voor anderhalf seizoen bij TOP Oss.
In de zomer van 2024 verruilde een transfervrije Van Leeuwen TOP Oss voor FC Den Bosch. Hij tekende een contract voor twee seizoenen, met een cluboptie voor nog een seizoen. Zijn eerste officiële wedstrijd voor FC Den Bosch speelde hij op 8 augustus 2024. In de met 2-0 verloren uitwedstrijd tegen FC Eindhoven werd Van Leeuwen in de eenenzeventigste minuut vervangen door Teun van Grunsven. In zijn tweede wedstrijd voor die club, op 16 augustus 2024 thuis tegen Jong AZ, maakte Van Leeuwen zijn eerste goal. In de drieëntwintigste minuut schoot hij van zo'n vijfentwintig meter, via de binnenkant van de paal, de 2-0 binnen. FC Den Bosch won uiteindelijk met 6-0. Op 18 december werd bekend dat de middenvelder, die tot op dat moment pas één wedstrijd had gemist, een tijdje aan de kant zou staan met een knieblessure. Op 21 februari 2025 maakte hij in de met 0-0 gelijk gespeelde uitwedstrijd tegen Roda JC Kerkrade zijn rentree. In de vijfenzeventigste minuut kwam Van Leeuwen in het veld voor Danny Verbeek. De rentree van Van Leeuwen duurde maar een maand. Op 21 maart 2025 liep hij in een oefenduel uit tegen PSV een knieblessure op. Achteraf bleek zijn eerste seizoen bij FC Den Bosch hiermee voorbij.

## Clubstatistieken
| Seizoen | Club             | Competitie     | Competitie | Competitie | Beker | Beker | Internationaal | Internationaal | Overig | Overig | Totaal | Totaal |
| Seizoen | Club             | Competitie     | Wed.       | Dlp.       | Wed.  | Dlp.  | Wed.           | Dlp.           | Wed.   | Dlp.   | Wed.   | Dlp.   |
| ------- | ---------------- | -------------- | ---------- | ---------- | ----- | ----- | -------------- | -------------- | ------ | ------ | ------ | ------ |
| 2020/21 | FC Twente        | Eredivisie     | 21         | 3          | 0     | 0     | —              | —              | 0      | 0      | 21     | 3      |
| 2021/22 | FC Twente        | Eredivisie     | 0          | 0          | 0     | 0     | —              | —              | 0      | 0      | 0      | 0      |
| 2021/22 | → Almere City FC | Eerste divisie | 22         | 1          | 1     | 0     | —              | —              | 0      | 0      | 23     | 1      |
| 2022/23 | FC Twente        | Eredivisie     | 0          | 0          | 0     | 0     | 0              | 0              | 0      | 0      | 0      | 0      |
| 2022/23 | TOP Oss          | Eerste divisie | 13         | 1          | 0     | 0     | —              | —              | 0      | 0      | 13     | 1      |
| 2023/24 | TOP Oss          | Eerste divisie | 28         | 3          | 1     | 0     | —              | —              | 0      | 0      | 29     | 3      |
| 2024/25 | FC Den Bosch     | Eerste divisie | 23         | 3          | 0     | 0     | —              | —              | 0      | 0      | 23     | 3      |
| 2025/26 | FC Den Bosch     | Eerste divisie | 1          | 0          | 0     | 0     | —              | —              | 0      | 0      | 1      | 0      |
| Totaal  | Totaal           | Totaal         | 108        | 11         | 2     | 0     | 0              | 0              | 0      | 0      | 110    | 11     |

Bijgewerkt t/m 9 augustust 2025.